# Cesonia bixleri
Cesonia bixleri Platnick & Shadab, 1980 è un ragno appartenente alla famiglia Gnaphosidae.

## Etimologia
Il nome proprio deriva dal sig. D.E. Bixler che raccolse gli esemplari nel 1968 e li donò all'AMNH.

## Caratteristiche
L'olotipo femminile rinvenuto ha lunghezza totale è di 5,72mm; la lunghezza del cefalotorace è di 2,59mm e la larghezza è di 1,81mm.

## Distribuzione
La specie è stata reperita in California: a 3900 piedi d'altezza nel Parco nazionale di Yosemite.

## Tassonomia
Al 2015 non sono note sottospecie e dal 1980 non sono stati esaminati nuovi esemplari.